# 레가 나치오날레 프로페시오니스티 세리에 A
레가 나치오날레 프로페시오니스티 세리에 A(이탈리아어: Lega Nazionale Professionisti Serie A; LNPA)는 주로 레가 세리에 A로 알려져 있으며, 이탈리아에서 제일 중요한 축구 대회들을 주관하고 있다. 2010년 7월 1일에 설립됐으며, 밀라노에 위치해 있다.
본 기구는 세리에 A, 코파 이탈리아, 수페르코파 이탈리아나, 캄피오나토 프리마베라, 코파 이탈리아 프리마베라, 수페르코파 프리마베라를 주관하고 있다.

## 역사
레가 나치오날레 프로페시오니스티 세리에 A는 2010년 7월 1일에 레가 나치오날레 프로페시오니스티가 두개의 기구로 분리되며 설립됐으며, 나머지 하나는 레가 나치오날레 프로페시오니스티 B로서 차상위 리그를 주관하게 됐다.

## 구성원
본 기구의 구성원은 이탈리아 축구 리그 시스템의 최상위 리그인 세리에 A에 참가하는 축구단으로서 2004-05시즌부터 20개 구단으로 이뤄져있다.

## 조직도
리그 위원회의 구성은 아래와 같으며 2010년 3월 11일 기준이다.
- 회장: 로렌초 카시니
- 이사회 부회장 : 루카 페르카시
- CEO: 루이지 데 시에르보
- 사외 이사: 가에타노 블란디니
- 이사: 톰마소 줄리니, 마우리치오 세티, 루카 페르카시, 파올로 스카로니
- 연맹 이사: 클라우디오 로티토, 주세페 마로타
- 감사위원 회장: 마우리치오 달로키오
- 감사활동위원: 엔리코 칼라브레타, 마리오 타르디니
- 감사위원대리: 루이지 카피타니

## 역대 회장
- 마우리치오 베레타 (2010~2017년)
- 카를로 타베키오 (대표 대리) (2017~2018년)
- 조반니 말라고 (대표 대리)[3] (2018년)
- 가에타오 미치케 (2018~2019년)
- 마리오 치칼라 (대표 대리) (2019년)
- 잔카를로 아베테 (대표 대리) (2019~2020년)
- 파올로 달 피노 (2020~2022년)
- 루카 페르카시 (부회장으로서 대행) (2022년)
- 로렌초 카시니 (2022년~)